# Wonder of the Seas (schip, 2022)
Wonder of the Seas is een cruiseschip van de Amerikaanse cruisemaatschappij Royal Caribbean International. Het schip werd gebouwd in de Chantiers de l'Atlantique-scheepswerf te Saint-Nazaire (Frankrijk) en werd in januari 2022 afgeleverd als vijfde schip van de Oasis class. Het is anno 2023 met een brutotonnage van 235.600 's werelds grootste cruiseschip, waarmee het de titel overnam van zijn voorgaande zusterschip, Symphony of the Seas.

## Beschrijving
Wonder of the Seas is 362 meter lang en 64 meter breed en biedt plek aan 7084 passagiers en 2204 bemanningsleden. Er zijn 2867 hutten, waardoor er bij een dubbele bezetting plaats is voor 5734 passagiers. Er zijn 24 passagiersliften. Daarnaast zijn er negen gratis en twaalf specialiteitenrestaurants en twaalf bars. Het schip heeft onder andere een conferentiecentrum, medische faciliteiten, een openluchtbioscoop, casino, een muziekhal, vier zwembaden, tien bubbelbaden, een waterpark, een tien dekken hoge tokkelbaan, ijsbaan, basketbalveld, twee 13 meter hoge klimmuren en een theater voor 1400 personen.
Het schip bestaat uit acht "buurten", waarvan de "Suite"-buurt nog niet eerder voorkwam bij de schepen van Royal Caribbean. Die buurt heeft onder andere een zonnedek en zwembad. Daarnaast is er een park met zo'n 21 duizend echte planten op het schip, het "Central Park", en zijn er de buurten "Boardwalk", "Pool & Sports Zone", "Entertainment Place", "Royal Promenade", "Vitality Spa & Fitness Centre" en "Youth Zone".
Voor de stroomvoorziening op het schip zijn acht motoren aanwezig; vier Wärtsila V12 12V46F-motoren, elk goed voor 14.400 kW, en twee 16-cilinder 16V46F-motoren met 19.200 kW per stuk. Daarnaast zijn er twee MTU 16V4000-motoren met elk 2070 kW. De aandrijving wordt verzorgd door drie ABB roerpropellers met elk 20 MW, die elk een 6 meter grote scheepsschroef aandrijven, en vier Wärtsila CT3500-boegschroeven van 5,5 MW.

## Geschiedenis
Op 25 mei 2016 werd een memorandum van overeenstemming getekend tussen Royal Caribbean Cruises en STX France, nu Chantiers de l'Atlantique, voor de levering van een vijfde cruiseschip in de Oasis class in de lente van 2021. Enkele maanden later, op 27 september, volgde het contract. De kiel werd gelegd op 9 mei 2019.

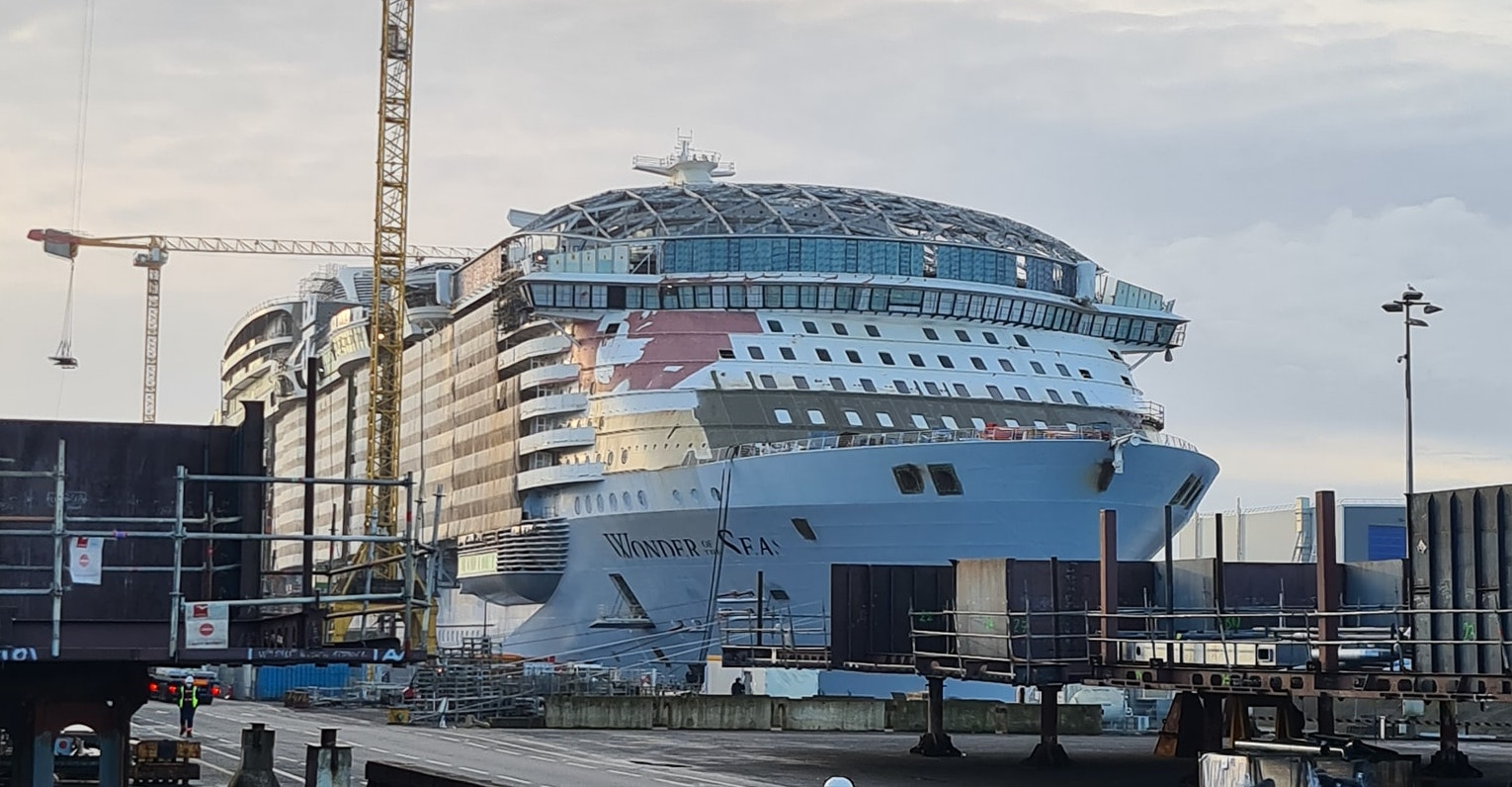
Het schip in aanbouw in februari 2021

### Bouw
In oktober 2019 werd begonnen met de bouw van het schip in de Chantiers de l'Atlantique-werf, waar ook de schepen Harmony of the Seas (2016) en Symphony of the Seas (2018) uit de Oasis class werden gebouwd. Vanwege de coronapandemie werd in oktober 2020 bekend dat de oplevering van het schip was uitgesteld tot 2022. Op 20 augustus 2021 begon een vierdaagse vaartest, om onderzoek te kunnen doen naar bijvoorbeeld snelheid, brandstofverbruik, stabiliteit en trillingen.
Het schip was op 29 oktober 2021 technisch gereed, zodat het de scheepswerf in Saint-Nazaire kon verlaten. Op 9 november voer het naar Marseille, waar nog wat werkzaamheden aan de binnenkant van het schip werden uitgevoerd. Aan het eind van die maand werd de belettering op het schip nog aangepast (lager geplaatst, zodat de naam groter kon worden weergegeven). Eind januari 2022 werd het schip formeel overgedragen aan Royal Caribbean.

### Routes
Aanvankelijk zou Wonder of the Seas vanaf maart 2022 gaan varen in China, vanuit Shanghai en Hongkong, maar in september 2021 werd bekend dat het schip zijn eerste cruises zou gaan hebben in de Caraïben. Het schip had zijn eerste officiële vaart op 4 maart vanuit Port Everglades (Miami) richting de Caraïben. Het schip doet hier het privé-eiland van Royal Caribbean aan, CocoCay (Bahama's). Na zo'n anderhalf maand in de Caraïben begon er op 19 april een cruise naar Barcelona, vanwaaruit van mei tot oktober West-Mediterraanse cruises gevaren werden, alsmede vanuit Civitavecchia, langs onder andere Palma, Marseille, La Spezia en Napels. Eind oktober keerde het schip terug naar de Verenigde Staten, waar het sinds november weer vanuit Port Everglades vaart, op westelijke en oostelijk-Caraïbische cruises met onder andere een stop op CocoCay.